# Enzo Fernández
Enzo Jeremías Fernández (San Martín, Argentina, 17 de enero de 2001) es un futbolista argentino que juega como centrocampista en el Chelsea F. C. de la Premier League.
Su carrera como futbolista profesional comenzó en el 2020, en Club Atlético River Plate. Sin embargo, al poco tiempo, sería cedido a préstamo a Defensa y Justicia, en donde se consagraría campeón de la Copa Sudamericana y la Recopa Sudamericana. En 2021, su préstamo fue interrumpido por el dueño del pase, y volvió al conjunto millonario, en donde ganaría la liga y el Trofeo de Campeones en ese mismo año. En 2022, fue transferido al S. L. Benfica de la Primeira Liga por 18 millones de euros. En 2023, luego de su destacado desempeño en la Copa Mundial de la FIFA 2022 fue transferido al Chelsea F. C. por 121 millones de euros, siendo hasta 2023 el fichaje más caro en la historia del fútbol inglés y la revalorización más explosiva del fútbol —1.110% en seis meses—.
Con la selección de fútbol de Argentina, fue partícipe de la Copa Mundial de la FIFA 2022 llevada a cabo en Catar, en donde se consagró campeón por primera vez el día 18 de diciembre, ganando la final ante la selección de Francia, y fue elegido como mejor jugador joven del torneo. Además, fue campeón con la albiceleste de la Copa América 2024, siendo habitual titular en el once inicial de Lionel Scaloni.

## Trayectoria

### C. A. River Plate
En 2005, Pablo Esquivel y Luis Pereyra le observaron, llevándole a las infantiles del C. A. River Plate. Casi siempre jugó como lateral derecho y algún tiempo como mediocampista bien abierto.
Le tocó ser suplente en su primera convocatoria, de la mano de Marcelo Gallardo cuando River perdió 3-1 contra Patronato, en el Estadio Antonio Vespucio Liberti, el 27 de enero de 2019. Debutó con el primer equipo del River Plate el 4 de marzo de 2020 en la derrota 3-0 ante la Liga de Quito, partido correspondiente a la Copa Libertadores 2020, ingresó por Santiago Sosa a los 35' de la segunda mitad.

### Defensa y Justicia
El 22 de agosto de 2020, fue cedido a préstamo a Defensa y Justicia, hasta el 17 de junio de 2021.
Su debut en el club de Varela fue el 17 de septiembre, en un partido ante Delfín por la Copa Libertadores.
En enero del 2021, consiguió su primer título como profesional al coronarse campeón de la Copa Sudamericana 2020 tras vencer 3 a 0 a Club Atlético Lanús en la final y posteriormente fue premiado como parte del Equipo Ideal de la Copa Sudamericana. En abril de ese mismo año, vuelve a coronarse campeón al vencer por penales a Palmeiras en la final de la Recopa Sudamericana.

### Vuelta a River Plate
Por pedido del propio Gallardo, en junio del 2021, River ejecuta la cláusula de interrupción de contrato y Enzo volvió antes de lo esperado al club de Nuñez. Sería partícipe de la obtención del Campeonato de Primera División 2021 y el Trofeo de Campeones de la Liga Profesional tras vencer 4 a 0 en la final a Colón de Santa Fe.

### Benfica

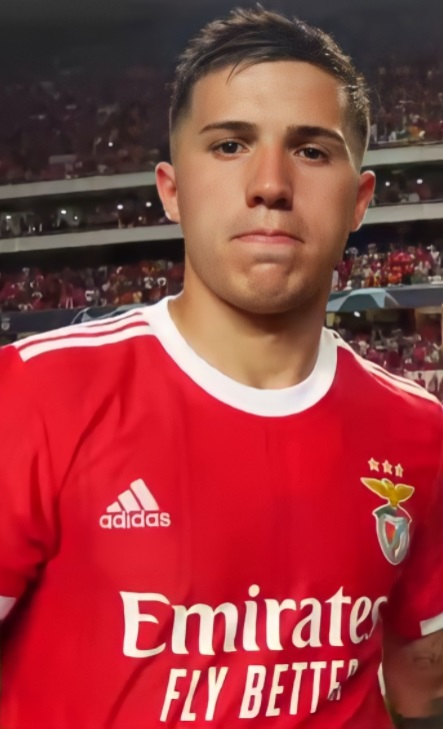
Fernández con el Benfica en 2022.

El 15 de julio de 2022 es fichado por el S. L. Benfica. El 23 de septiembre de 2022, hizo su debut oficial en un partido de la Primeira Liga de Portugal. Desenvolviéndose como volante mixto en la mayoría de los encuentros, o bien de volante pivote en algunos de ellos. Su gran desempeño forjado a base de asistencias y goles, se vio premiado al ser elegido el mejor jugador del mes de agosto en Portugal. También lo catapultó a la convocatoria del seleccionador Scaloni para participar en el Mundial de Catar disputado en noviembre de 2022.

### Chelsea F. C.

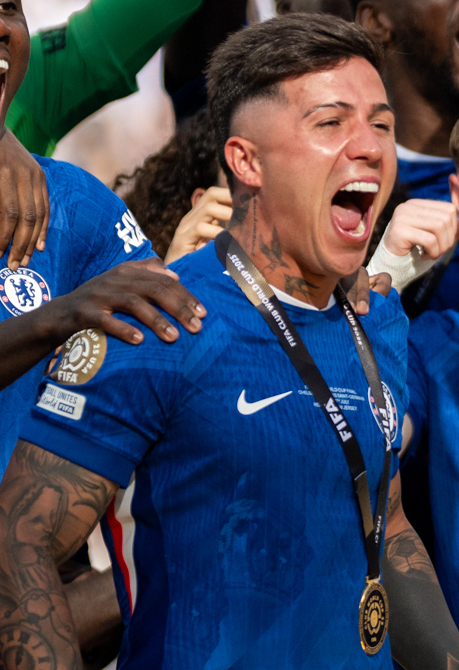
Fernández festejando el título conseguido por el Chelsea en la Copa Mundial de Clubes de la FIFA 2025.

Tras su rápida adaptación al futbol europeo, ser campeón del mundo y galardonado como mejor jugador joven del mundial, el 31 de enero de 2023 después de muchos rumores y especulaciones se confirmó su traspaso al Chelsea, pedido por el presidente Todd Boehly, donde firmaría con el equipo inglés hasta 2031 y el 1 de febrero se oficializó el mismo. Este fue por una cifra de 121 millones de euros, convirtiéndolo en el fichaje argentino más caro y el de la historia del fútbol inglés. Benfica recibió un 75% del monto total mientras que River el 25% del pase del jugador. Durante su primera temporada, obtuvo de inmediato la titularidad en la Premier League y Liga de Campeones de la UEFA, pero el club no clasificó a las competiciones europeas. Renovó el contrato hasta junio de 2032.
El 28 de mayo de 2025, ganó su primer título con el equipo inglés al vencer en la final de la Liga Conferencia 2024-25 al Betis por 4 a 1. Fernández marcó el gol del empate transitorio a los 20 minutos del segundo tiempo. El 13 de julio de 2025, Fernández logró su segundo título con el Chelsea al consagrarse campeón del Mundial de Clubes 2025 tras derrotar en la final al Paris Saint-Germain por 3 a 0.

## Selección nacional

#### Juveniles
El 24 de julio de 2019 fue incluido en la lista del equipo sub-18 de Argentina que dirigió Esteban Solari para defender el título obtenido el año anterior en el Torneo de L'Alcudia, en Valencia, España.

#### Absoluta

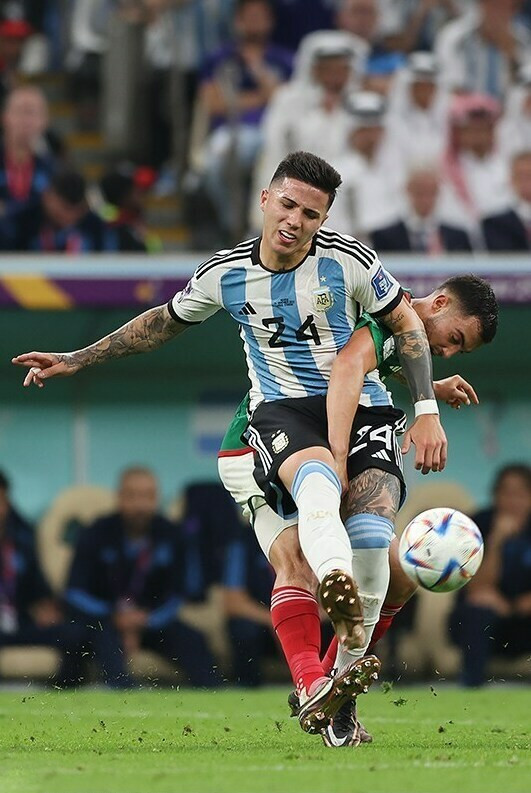
Enzo Fernández con la Selección durante el Mundial de Catar 2022

Tras sus constantes buenos rendimientos en River Plate, el 3 de noviembre de 2021 fue convocado por Lionel Scaloni para disputar la doble fecha eliminatoria para la Copa del Mundo 2022, en las cuales Argentina se enfrentó con Uruguay y Brasil. El 4 de septiembre de 2022 fue nuevamente convocado para la doble fecha amistosa frente a Honduras y Jamaica.
Debutó el 23 de septiembre del 2022 ingresando desde el banco, en un partido amistoso contra Honduras donde tuvo una buena participación asistiendo a Lionel Messi para el 3 a 0 correspondiente.
El 11 de noviembre del 2022 fue confirmado como parte del plantel de 26 jugadores que disputarían el Mundial de Catar 2022.
Su debut en la Copa del Mundo se produjo el 22 de noviembre en la derrota por 1:2 frente a Arabia Saudita. Cuatro días después, fue clave en la victoria 2:0 contra México anotando el segundo tanto luego de una asistencia de Lionel Messi. El 30 de noviembre se jugó el tercer partido de la fase de grupos frente a Polonia y fue una pieza fundamental en la clasificación y victoria argentina por 2:0, incluyendo una asistencia suya a su excompañero de River Plate, Julián Álvarez. Convirtió un autogol ante Australia y fue amonestado ante Francia.

#### Participaciones en Copas del Mundo
| Mundial                      | Sede  | Resultado | Partidos | Goles |
| ---------------------------- | ----- | --------- | -------- | ----- |
| Copa Mundial de la FIFA 2022 | Catar | Campeón   | 7        | 1     |

#### Participaciones en Copas América
| Torneo            | Sede           | Resultado | Partidos | Goles |
| ----------------- | -------------- | --------- | -------- | ----- |
| Copa América 2024 | Estados Unidos | Campeón   | 5        | 0     |

#### Goles internacionales
| Goles internacionales con Argentina | Goles internacionales con Argentina | Goles internacionales con Argentina                             | Goles internacionales con Argentina | Goles internacionales con Argentina | Goles internacionales con Argentina | Goles internacionales con Argentina |
| #                                   | Fecha                               | Lugar                                                           | Rival                               | Gol                                 | Resultado                           | Competición                         |
| ----------------------------------- | ----------------------------------- | --------------------------------------------------------------- | ----------------------------------- | ----------------------------------- | ----------------------------------- | ----------------------------------- |
| 1.                                  | 26 de noviembre de 2022             | Estadio Icónico de Lusail, Lusail, Catar                        | México                              | 2-0                                 | 2-0                                 | Copa Mundial de Fútbol de 2022      |
| 2.                                  | 28 de marzo de 2023                 | Estadio Único Madre de Ciudades, Santiago del Estero, Argentina | Curazao                             | 4-0                                 | 7-0                                 | Partido amistoso                    |
| 3.                                  | 12 de septiembre de 2023            | Estadio Hernando Siles, La Paz, Bolivia                         | Bolivia                             | 1-0                                 | 3-0                                 | Eliminatorias Copa Mundial 2026     |
| 4.                                  | 23 de marzo de 2024                 | Lincoln Financial Field, Filadelfia, Estados Unidos             | El Salvador                         | 2-0                                 | 3-0                                 | Partido amistoso                    |
| 5.                                  | 25 de marzo de 2025                 | Estadio Monumental, Buenos Aires, Argentina                     | Brasil                              | 2-0                                 | 4-1                                 | Eliminatorias Copa Mundial 2026     |

## Polémicas

### Escándalo de racismo en 2024
En julio de 2024, se acusó a Fernández de racismo. Durante un Live de Instagram, se escucha por un corto periodo de tiempo a Fernández y a otros jugadores argentinos entonando una canción de cancha, popularizó luego de que Argentina ganara la Copa del Mundo 2022 en Catar, que se burla de los orígenes africanos de jugadores franceses, lo que provocó la indignación y las críticas de la Federación Francesa de Fútbol (FFF) y de la ministra francesa de Deportes, Amélie Oudéa-Castéra. La FFF tiene previsto presentar una queja ante la FIFA por los comentarios racistas y discriminatorios de los jugadores argentinos tras su victoria en la Copa América 2024; el club de Fernández, el Chelsea FC de Inglaterra, también anunció que investigaría el incidente. Ante la polémica, Enzo Fernández pidió disculpas: "Quiero disculparme sinceramente por un vídeo publicado en mi canal de Instagram durante las celebraciones del equipo nacional. La canción incluye un lenguaje muy ofensivo y no hay absolutamente ninguna excusa para estas palabras."

## Estadísticas

### Clubes
Actualizado al último partido disputado el 8 de julio de 2025.
| Club                                  | Div.          | Temporada     | Liga  | Liga  | Liga   | Copas nacionales | Copas nacionales | Copas nacionales | Copas internacionales | Copas internacionales | Copas internacionales | Total | Total | Total  |
| Club                                  | Div.          | Temporada     | Part. | Goles | Asist. | Part.            | Goles            | Asist.           | Part.                 | Goles                 | Asist.                | Part. | Goles | Asist. |
| ------------------------------------- | ------------- | ------------- | ----- | ----- | ------ | ---------------- | ---------------- | ---------------- | --------------------- | --------------------- | --------------------- | ----- | ----- | ------ |
| C. A. River Plate Argentina           | 1.ª           | 2019-20       | 0     | 0     | 0      | 0                | 0                | 0                | 1                     | 0                     | 0                     | 1     | 0     | 0      |
| C. S. D. Defensa y Justicia Argentina | 1.ª           | 2020          | 0     | 0     | 0      | 4                | 0                | 0                | 7                     | 1                     | 0                     | 11    | 1     | 0      |
| C. S. D. Defensa y Justicia Argentina | 1.ª           | 2021          | 0     | 0     | 0      | 12               | 0                | 0                | 9                     | 0                     | 2                     | 21    | 0     | 2      |
| C. S. D. Defensa y Justicia Argentina | Total club    | Total club    | 0     | 0     | 0      | 16               | 0                | 0                | 16                    | 1                     | 2                     | 32    | 1     | 2      |
| C. A. River Plate Argentina           | 1.ª           | 2021          | 20    | 2     | 3      | 1                | 0                | 0                | 3                     | 0                     | 0                     | 24    | 2     | 3      |
| C. A. River Plate Argentina           | 1.ª           | 2022          | 5     | 1     | 1      | 15               | 7                | 4                | 8                     | 2                     | 1                     | 28    | 10    | 6      |
| C. A. River Plate Argentina           | Total club    | Total club    | 25    | 3     | 4      | 16               | 7                | 4                | 12                    | 2                     | 1                     | 53    | 12    | 9      |
| S. L. Benfica Portugal                | 1.ª           | 2022-23       | 17    | 1     | 5      | 3                | 1                | 0                | 9                     | 2                     | 2                     | 29    | 4     | 7      |
| S. L. Benfica Portugal                | Total club    | Total club    | 17    | 1     | 5      | 3                | 1                | 0                | 9                     | 2                     | 2                     | 29    | 4     | 7      |
| Chelsea F. C. Inglaterra              | 1.ª           | 2022-23       | 18    | 0     | 2      | 0                | 0                | 0                | 4                     | 0                     | 0                     | 22    | 0     | 2      |
| Chelsea F. C. Inglaterra              | 1.ª           | 2023-24       | 28    | 3     | 2      | 12               | 4                | 1                | —                     | —                     | —                     | 40    | 7     | 3      |
| Chelsea F. C. Inglaterra              | 1.ª           | 2024-25       | 36    | 6     | 7      | 2                | 0                | 0                | 15                    | 3                     | 10                    | 53    | 9     | 17     |
| Chelsea F. C. Inglaterra              | Total club    | Total club    | 82    | 9     | 11     | 14               | 4                | 1                | 19                    | 3                     | 10                    | 115   | 16    | 22     |
| Total carrera                         | Total carrera | Total carrera | 125   | 12    | 20     | 49               | 12               | 5                | 57                    | 8                     | 14                    | 231   | 33    | 39     |

## Palmarés

### Títulos nacionales
| Título              | Equipo            | País      | Año     |
| ------------------- | ----------------- | --------- | ------- |
| Primera División    | C. A. River Plate | Argentina | 2021    |
| Trofeo de Campeones | C. A. River Plate | Argentina | 2021    |
| Primeira Liga       | S. L. Benfica     | Portugal  | 2022-23 |

### Títulos internacionales
| Título                            | Equipo                        | Sede           | Año  |
| --------------------------------- | ----------------------------- | -------------- | ---- |
| Copa Sudamericana                 | C. S. y D. Defensa y Justicia | Córdoba        | 2020 |
| Recopa Sudamericana               | C. S. y D. Defensa y Justicia | Brasilia       | 2021 |
| Copa Mundial de Fútbol            | Selección Argentina           | Catar          | 2022 |
| Copa América                      | Selección Argentina           | Estados Unidos | 2024 |
| Liga Conferencia de la UEFA       | Chelsea F. C.                 | Breslavia      | 2025 |
| Copa Mundial de Clubes de la FIFA | Chelsea F. C.                 | Estados Unidos | 2025 |

### Distinciones individuales
| Distinción                                                      | Año  |
| --------------------------------------------------------------- | ---- |
| Parte del Equipo Ideal de la Copa Sudamericana                  | 2020 |
| Mejor volante del mes de agosto en la Primeira Liga             | 2022 |
| Mejor Jugador Joven de la Copa del Mundo                        | 2022 |
| Parte del Equipo ideal de la Copa del Mundo según L'Équipe      | 2022 |
| Parte del Equipo ideal de la CONMEBOL según IFFHS               | 2022 |
| Parte de los 100 mejores jugadores del mundo según The Guardian | 2022 |
| Máximo asistente (3) de la Copa Mundial de Clubes de la FIFA    | 2025 |
| Equipo Ideal de la Copa Mundial de Clubes de la FIFA            | 2025 |